# Jan ter Borch
Jan ter Borch was een Nederlandse kunstenaar die actief was tussen 1624 en 1646. Hij werd geboren te Buren, in de periode 1610 – 1620.
Hij was waarschijnlijk een familielid van Gerard ter Borch de Jonge. Hij werd rond 1624 opgeleid door Paulus Moreelse en maakte genrestukken. Het weinige werk dat van hem bekend is doet ook denken aan het werk van Gerard van Honthorst. Hij was werkzaam in Utrecht, Zwolle en Buren.

## Werk
- Het leesuurtje, 1635, Rijksmuseum Amsterdam
- Pijprokende man, rond 1612, (toeschrijving), Museum Boijmans Van Beuningen, Rotterdam
- Lezende jongeman in zijn atelier bij avond, verblijfplaats onbekend